# Francesc Homs
Francesc Homs i Molist, né le 5 septembre 1969 à Vic, est un homme politique espagnol, membre de la Convergence démocratique de Catalogne (CDC) puis du Parti démocrate européen catalan (PDeCAT).

## Biographie

### Formation
Diplômé en droit de l'université autonome de Barcelone, Francesc Homs milite à la Fédération nationale des étudiants de Catalogne, puis au parti Convergence démocratique de Catalogne à partir de 1993.

### Activités politiques

#### Député régional et porte-parole de la Généralité
Il est élu député au Parlement de Catalogne en 2003, puis réélu en 2006 et 2010. Après la victoire de Convergence et Union aux élections régionales de 2010, il est nommé secrétaire général et porte-parole du gouvernement de la Généralité. En décembre 2012, il devient conseiller de la Présidence au sein du gouvernement catalan, tout en conservant ses fonctions de porte-parole.

#### Député au Congrès
Il est élu député au Congrès des députés lors des élections générales de 2015 et de 2016. Au Congrès, il est porte-parole du groupe parlementaire catalan puis à sa dissolution, il est porte-parole de son parti au sein du groupe mixte. Il est condamné en mars 2017 pour désobéissance par une décision du Tribunal suprême. Il est alors contraint à quitter son siège dès le 29 mars suivant. Le suivant sur la liste, en l’occurrence Feliu Guillaumes, le remplace.